# Володин, Александр Александрович (Герой Социалистического Труда)
Александр Александрович Володин (18 декабря 1927, Ивдель, Уральская область — 8 августа 2013, Москва) — советский и российский хозяйственный деятель, директор Новокузнецкого алюминиевого завода, начальник Главного управления алюминиевой промышленности (Главалюминий) Министерства цветной металлургии СССР (с 1976 года — ВПО «Союзалюминий»), начальник отдела цветной металлургии Госплана СССР, Герой Социалистического Труда.

## Биография
Родился в городе Ивдель Уральской (ныне Свердловской) области.
Окончил Уральский политехнический институт (1950), получил направление на алюминиевый завод в город Сталинск (с 1961 года — Новокузнецк) Кемеровской области. Прошёл трудовой путь от мастера электролизного цеха до директора завода. Работал начальником смены, начальником корпуса электролизного цеха, заведующим производством цеха спецмонтажа, начальником опытного участка электролизного цеха, главным инженером, директором завода. Возглавлял завод до 1971 года. В период его работы директором завода было закончено строительство электролизного цеха № 2.
За годы его технического и хозяйственного руководства завод увеличил выпуск продукции в три раза, став в этот период крупнейшим производителем алюминия в стране. В 1966 г. Новокузнецкий алюминиевый завод был награжден орденом Трудового Красного Знамени.
Указом Президиума Верховного Совета СССР от 30 марта 1971 года за выдающиеся успехи, достигнутые в развитии цветной металлургии, Володину Александру Александровичу присвоено звание Героя Социалистического Труда.
В 1971 году переведен в Москву на должность начальника Главного управления алюминиевой промышленности (Главалюминий) Министерства цветной металлургии СССР (с 1976 г. — ВПО «Союзалюминий»). С 1978 года работал в Госплане СССР начальником отдела цветной металлургии, первым заместителем начальника сводного отдела металлургического комплекса.
После реорганизации Госплана СССР (1991) трудился на аналогичных должностях в Минэкономики СССР, Минэкономики РФ. За период работы в Госплане СССР, в последующем в Министерстве экономики России внёс большой вклад в развитие цветной металлургии страны.
В качестве председателя и члена государственных комиссий участвовал в приемке пусковых объектов на Братском, Красноярском, Волгоградском алюминиевых заводах, в выборе площадок под строительство Саянского алюминиевого завода.
С 1971 по 1989 год являлся членом Государственного Комитета по Ленинским и Государственным премиям СССР в области науки и техники при Совете Министров СССР. Делегат XXIII съезда КПСС (1966).
С 1994 года — на пенсии. Умер 8 августа 2013 года на 86-м году жизни. Похоронен на Троекуровском кладбище.

## Награды и звания
- Герой Социалистического Труда (1971)
- два ордена Ленина (1966, 1971)
- два ордена Трудового Красного Знамени (1961, 1987)
- медаль «Ветеран Труда»
- медаль «В ознаменование 100-летия со дня рождения В. И. Ленина»
- Почётный металлург СССР.